# Operculicarya gummifera
Operculicarya gummifera är en sumakväxtart som först beskrevs av Thomas Archibald Sprague, och fick sitt nu gällande namn av René Paul Raymond Capuron. Operculicarya gummifera ingår i släktet Operculicarya och familjen sumakväxter. Utöver nominatformen finns också underarten O. g. seyrigii.